# Arrondissement de Trèves
Das Arrondissement de Trèves (deutsch: Arrondissement Trier) war eine administrative Unterteilung in Frankreich, die vom 12. März 1798 bis zum 11. April 1814 bestand.
Es war dem Département de la Sarre (Saardepartement), das seinen Sitz in Trier im Palais Walderdorff hatte, untergeordnet.
Die am 12. März 1798 genehmigte Einteilung des Saardepartements in drei Arrondissements teilte dem Arrondissement Trier zwölf Kantone zu. Mit der Errichtung des vierten Arrondissements Birkenfeld am 1. Oktober 1798 wurde das Saardepartement neu eingeteilt. Das Arrondissement Trier gab vier Kantone Hermeskeil, Lebach, Merzig und Wadern ab. Es verblieben acht Kantone, die am 9. März 1801 in Folge des Friedens von Lunéville mit dem Gebiet der französischen Republik vereinigt wurden.
Im Arrondissement Trier bestanden die folgenden 8 Kantone mit insgesamt 41 Mairien (Bürgermeistereien):
1. Kanton Bernkastel, 4 Mairien: Bernkastel, Lieser, Mülheim und Zeltingen
2. Kanton Büdlich, 6 Mairien: Beuren, Heidenburg, Leiwen, Neumagen, Niederemmel und Talling
3. Kanton Konz, 4 Mairien: Irsch, Konz, Oberemmel und Schöndorf
4. Kanton Pfalzel, 7 Mairien: Aach, Ehrang, Idenheim, Pfalzel, Ruwer, Trierweiler und Welschbillig
5. Kanton Saarburg, 7 Mairien: Freudenburg, Irsch, Meurich, Perl, Saarburg, Sinz und Zerf
6. Kanton Schweich, 6 Mairien: Hetzerath, Longuich, Mehring, Schweich, Sehlem und Trittenheim
7. Kanton Trier, 1 Mairie: Trier
8. Kanton Wittlich, 6 Mairien: Bengel, Kröv, Neuerburg, Osann, Salmrohr und Wittlich

1802/1803 umfasste das Arrondissement 12.762 Gebäude, Häuser, Mühlen etc. und 66.196 Einwohner in insgesamt 203 Kommunen.
Das Gebiet gehört heute zu den Landkreisen Trier-Saarburg, Bernkastel-Wittlich und Eifelkreis Bitburg-Prüm bzw. zur kreisfreien Stadt Trier in Rheinland-Pfalz sowie zum Landkreis Merzig-Wadern im Saarland.

## Orte
Die zugehörigen Orte waren:
- Canton de Berncastel:
  - Andel, Bernkastel, Burgen, Kommen, Kues, Dusemond, Erden, Filzen, Gornhausen, Graach, Gonzerath, Kesten, Kleinich, Longkamp, Lösnich, Lieser, Machern, Maring , Monzelfeld, Mülheim, Neudorf, Noviand, Rachtig, Siebenborn, Ürzig, Wehlen, Veldenz, Wintrich, Wolf et dependances, Zeltingen.

- Canton de Budelich:
  - Berg, Bescheid, Beuren, Breit, Büdlich, Detzem, Emmel, Gielert, Gräfendhron, Heidenburg, Horath, Köwerich, Leiwen, Licht, Lückenburg, Müstert, Naurath, Neumagen, Neunkirchen, Prosterath, Reinsport, Schönberg, Talling, Thörnich, Dhron.

- Canton de Contz:
  - Bonerath, Kommlingen, Könen, Konz, Korlingen, Krettnach, Feyen, Filzen, Filsch, Franzenheim, Geizenburg, Gusterath, Gutweiler, Hamm, Hinzenburg, Hockweiler, Holzerath, Kernscheid, Lampaden mit Paschel, St. Barbara, Matheisdorf mit Medard, Obermennig, Niedermennig, Merzlich, Oberemmel, Ollmuth, Pellingen, Pluwig, Sommerau, Schöndorf, Tarforst, Tawern, Wawern, Wilzenburg, Willmerich.

- Canton de Pfalzel:
  - Aach, Altenhof, Awelshof, Beßlich, Biewer, Butzweiler, Kasel, Kordel, Dahlem, Duisburg, Eisenach, Eitelsbach, Ehrang, Euren, Fusenich, Gilzem, Grünhaus, Helenenberg, Hinkel, Hofweiler, Hochstraß, Idenheim, Idesheim, Ittel, Kersch, Kimmlingen, Kürenz, Kyll, Lochmühle, Lorich, Looskyll, Maar, Mertesdorf, Monaise, Metzdorf, Morscheid, Möhn, Neuerweg, Newel, Olk, Ottoshäuschen, Palastmahr, Paulinsstraße, Pfalzel, Pfalzkyll, Probsteymahr, Quint, Ramstein, Riveris, Ruwer, Röhl, Sirzenich, Sievenich, Sülm, Tabaksmühle, Trierweiler, Udelfangen, Uttel, Waldrach, Welschbillig, Wellkyll, Winterbach, Zewen, Oberkirch, Zurlauben.

- Canton de Sarrebourg:
  - Ayl, Baldringen, Berg, Beuren, Beurig, Biebelhausen, Bilzingen, Butzdorf, Kahren, Könen, Kollesleuken, Krutweiler, Kümmern, Dilmar, Esingen, Faha, Freudenburg, Frommersbach, Greimerath, Helfant, Hentern, Irsch, Kelsen, Keßlingen, Kirf, Körrig, Oberleuken, Niederleuken, Mannebach, Merzkirchen, Meurich, Münzingen, Nennig, Ockfen, Palzem, Perdenbach, Oberperl, Niederperl, Portz, Rehlingen, Rommelfangen, Saarburg, Schoden, Sehndorf, Niedersehr, Obersehr, Südlingen, Sinz, Taben, Tettingen, Trassem, Wies, Niederzerf, Oberzerf.

- Canton de Schweich:
  - Bekond, Klüsserath, Klausen, Dörbach, Ensch, Erlenbach, Esch, Fell, Fastrau, Föhren, Krames, Hetzerath, Issel, Kirsch, Kenn, Longen, Lörsch, Longuich, Mehring, Naurath, Pölich, Riol, Rivenich, Schweich, Schleich, Sehlem, Trittenheim.

- Canton de Trèves:
  - Balduin ferme, Kockel idem, Loevenbrücken, Marcus ferme, Olewig, Pallien, St. Croix, Trèves.

- Canton de Wittlich:
  - Altrich, Bausendorf, Bergweiler, Bengel, Bertrich, Bombogen, Butzbeuren, Büscheit, Bullay, Condlerhöfe, Kröv, Diefenbach, Dorf, Dreis, Ferres, Flußbach, Haard, Hetzhof, Hontheim, Hupperath, Kaimt, Kinderbeuern, Kinheim, Kirchhof, Lutzig, Lüxem, Marienburg, Melich, Minderlittgen, Minheim, Monzel, Neuerburg, Olkenbach, Osann, Piesport, Platten, Pohlbach, Reil, Rißbach, Salmrohr, Springiersbach, Failz, Wahlholz, Wengerohr, Willwerscheid, Wispelt, Wittlich.